# Speovelia
Speovelia is een geslacht van wantsen uit de familie van de Mesoveliidae (Bladlopers). Het geslacht werd voor het eerst wetenschappelijk beschreven door Esaki in 1929.

## Soorten
Het genus bevat de volgende soorten:

- Speovelia aaa Gagné & Howarth, 1975
- Speovelia maritima Esaki, 1929
- Speovelia mexicana J.T. Polhemus, 1975